# لهوتی و پوتشتینا
لهوتی و پوتشتینا (به چکی: Lhoty u Potštejna) یک منطقهٔ مسکونی در جمهوری چک است که در ناحیه ریخنوف ناد کنیژنوو واقع شده‌است.